# Gestion des milieux aquatiques et prévention des inondations
La compétence « Gestion des milieux aquatiques et prévention des inondations », plus souvent dite « Compétence GEMAPI », est en France une compétence juridique nouvelle, exclusive et obligatoire, confiée à partir du 1er janvier 2018 aux établissements publics de coopération intercommunale à fiscalité propre (métropoles, communautés urbaines, communautés d’agglomération, communautés de communes).

Carte des territoires à risque important d'inondation (à enjeux stratégiques nationaux en rouge)

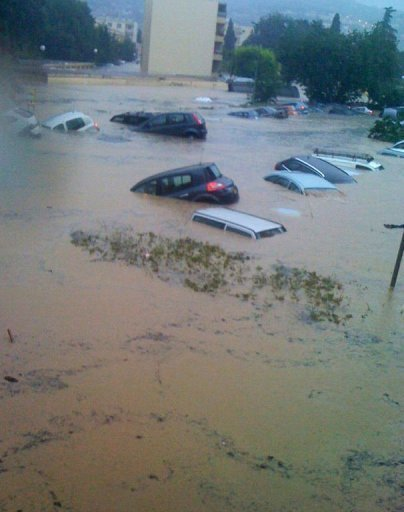
Draguignan, Quartier du Fournas ; inondation de juin 2010

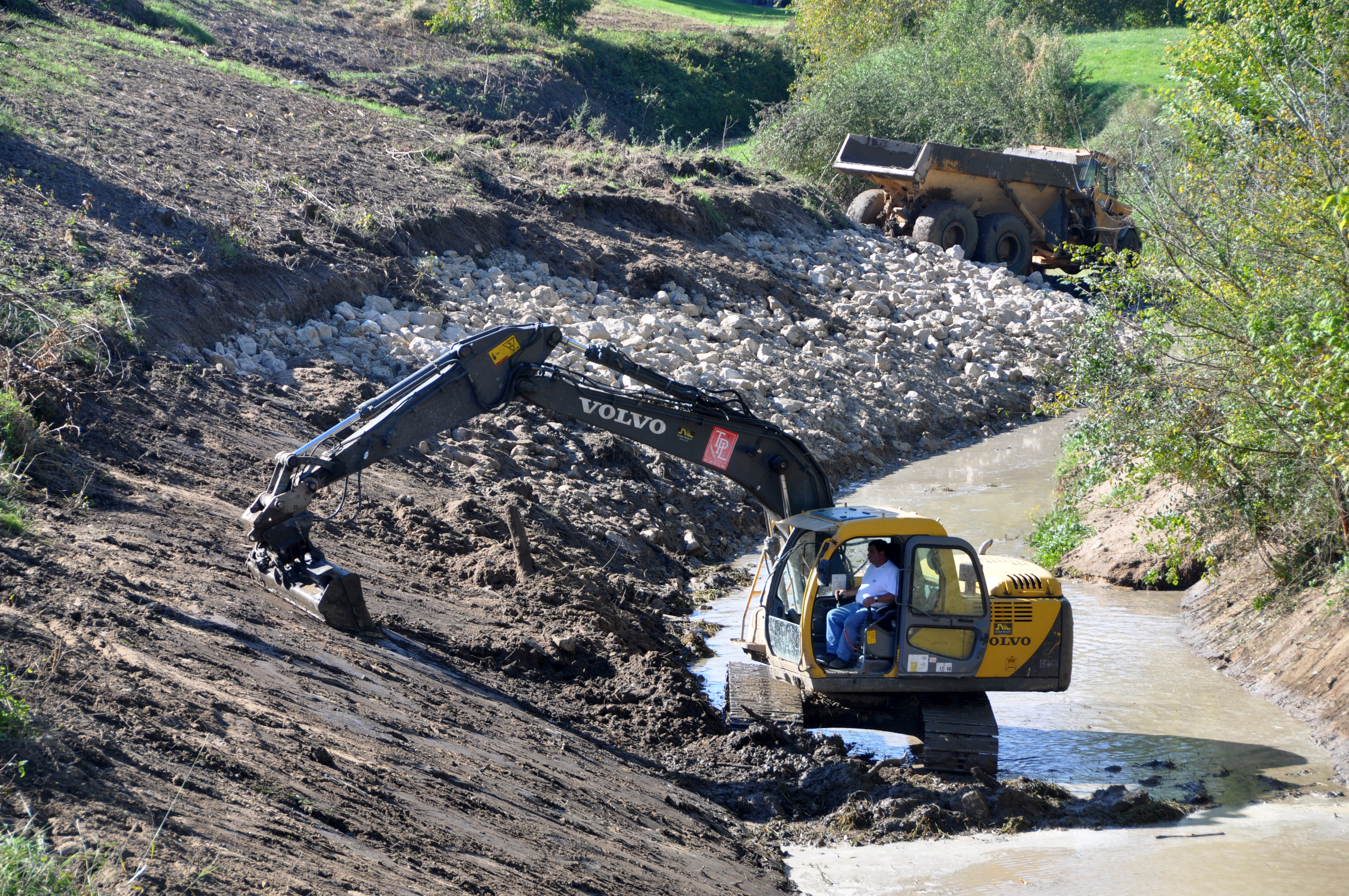
Travaux de renforcement de pied de levée (digue), sans béton ni palplanche

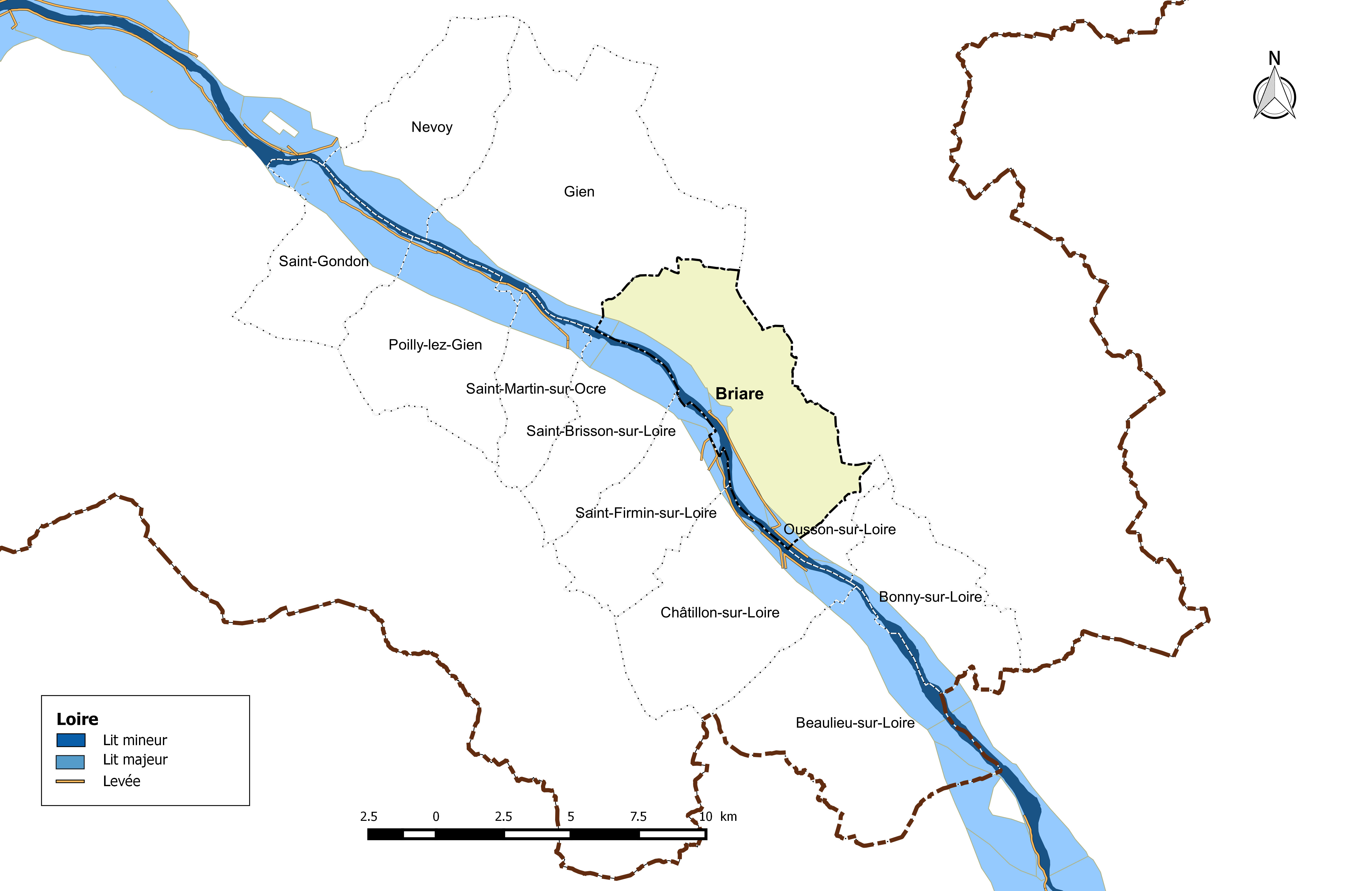
La GeMAPI s'appuie d'abord sur une évaluation du risque. Exemple de cartographie du risque d'inondation pour le Vals du Giennois en cas de une crue de la Loire (zone bleue) pour la commune de Briare)

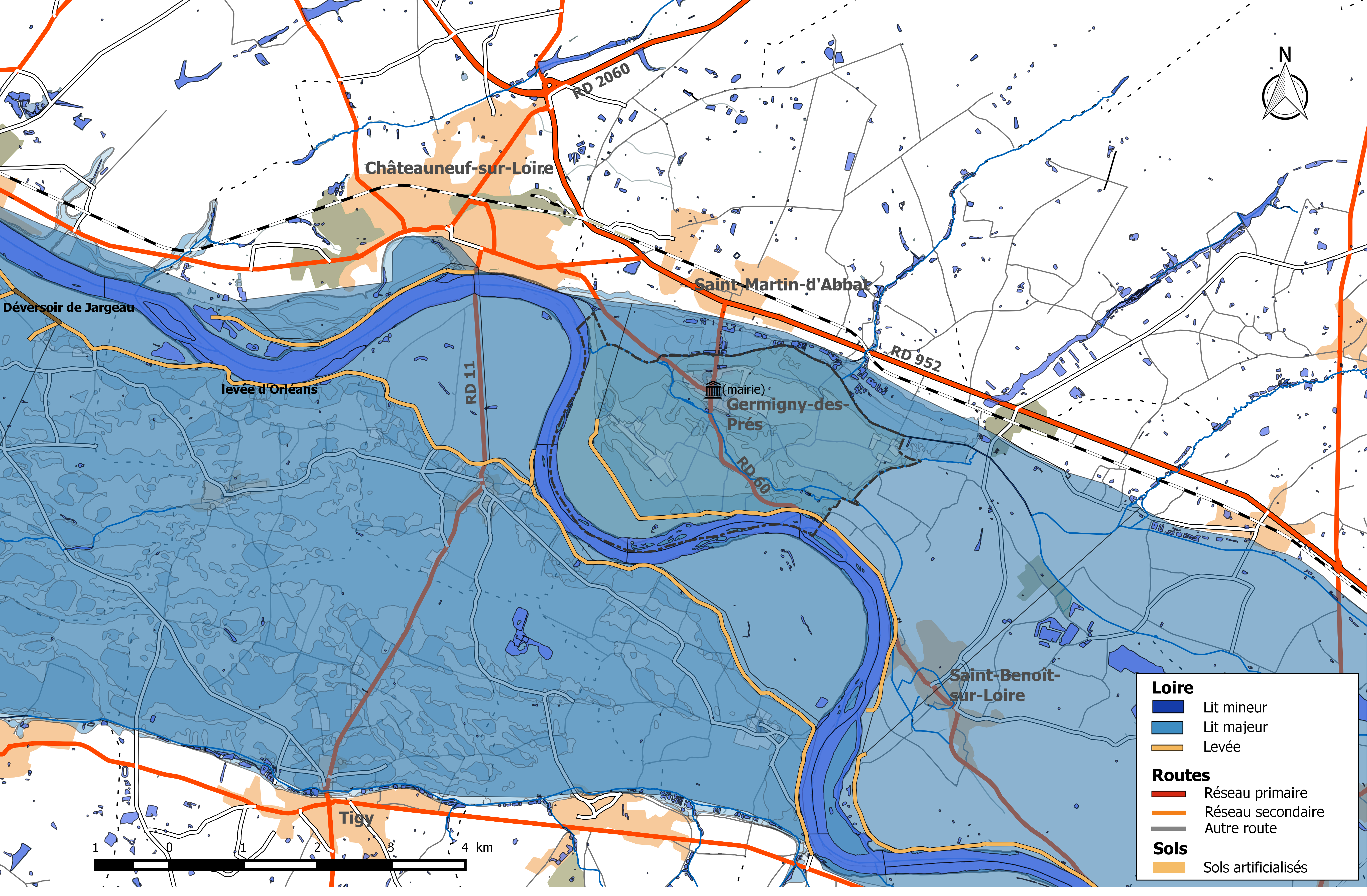
Autre configuration, plus complexe, toujours en vallée de la Loire.

## Contexte juridique
L'eau était autrefois gérée comme un bien commun, elle a fait l'objet d'une gestion hydraulique quantitative et tend maintenant à être gérée plus globalement (avec une approche cycle de l'eau et à échelle de bassins versants et grandes masses d'eau).   
La GEMAPI est une nouvelle compétence qui découle des lois de décentralisation (loi MAPTAM de 2014 et loi NOTRe de 2015). Ces deux lois ont, après la transposition dans la loi Grenelle II de 2010  de la Directive inondation de 2007, précisé la gouvernance de l'eau et des milieux aquatiques, ainsi que les obligations des collectivités en matière de prévention des inondations
Elles sont accompagnées d'un nouveau cadre : la Stratégie nationale de gestion du risque inondation (SNGRI de 2014) qui est à décliner par bassins en plans de gestion des risques d’inondation (PGRI) sous la responsabilité du préfet coordonnateur. 
Pour faciliter la cohérence de l'action publique, la nouvelle compétence GEMAPI regroupe en une seule deux missions antérieurement séparées :
1. gestion des milieux aquatiques ;
2. prévention des inondations.

Les missions relatives à cette compétence étaient autrefois généralement morcelées entre diverses collectivités territoriales et leurs groupements, et non-uniformément développées sur les territoires exposés au risque d’inondation et/ou de submersion marine. De plus ces missions n'étaient souvent que facultatives. Cette organisation engendrait cependant un manque de lisibilité à l’échelle d’un bassin versant et une incohérence des actions sur le territoire.
Il y a désormais une autorité publique unique chargée de ces questions, laquelle peut toutefois transférer cette compétence (pour « tout ou partie ») à des syndicats ou à d’autres groupements. Cette autorité définit des périmètres de protection, prend en charge les ouvrages correspondants et bénéficie de la possibilité de lever une taxe pour financer ces actions.
« À partir du moment où le bloc communal choisit de n’exercer qu’une seule des quatre missions constitutives de la compétence GEMAPI (ex : la défense contre les inondations et contre la mer), il devra en exercer la totalité ».

### Temporalité d’application de la loi
La loi s'applique à partir du 1er janvier 2018, mais les collectivités qui le souhaitaient ont pu décider de prendre la compétence GEMAPI par anticipation dès 2016.
Après 2018, un délai de transition est prévu pour le transfert d'une partie des responsabilités et compétences : « l’État ou l’un de ses établissements publics, lorsqu’il gère des digues à la date d’entrée en vigueur de la loi, continue d’assurer cette gestion pour le compte de la commune ou de l’établissement public de coopération intercommunale à fiscalité propre compétent pour la défense contre les inondations et contre la mer pendant une durée de dix ans à compter de cette date ». Des conventions déterminent l’étendue de ce concours et des moyens matériels et humains consacrés. 

### Encouragements à la coopération
La GEMAPI encourage la production d'une vision stratégique et partagée, à l'échelle des bassins versants (bien au delà donc des limites communales et administratives). 
Pour cela les intercommunalités sont encouragées à coopérer et à se regrouper pour optimiser leurs actions (grâce aux moyens nouveaux permis par la loi MAPTAM).
La prise de compétence par les EPCI à fiscalité propre n'a pas eu pour effet de supprimer (sauf dans certaines circonstances liées aux périmètres) les syndicats de rivière antérieurs, mais les enjeux de la GEMAPI, le basculement d'une compétence facultative des territoires en compétence obligatoire a pour effet d'inciter les structures existantes à repenser leurs périmètres et compétences (les syndicats ayant souvent une compétence plus limitée techniquement et géographiquement que la GEMAPI).

## Enjeux
En raison de l'imperméabilisation et de l'artificialisation croissante des sols et des paysages, dont par l'urbanisme, les routes, mais aussi l'agriculture intensive (semelles de labour, perte de matière organique, recul des infrastructures naturelles agroenvironnementales) et dans le contexte du dérèglement climatique, le risque inondation tend à augmenter (en gravité et occurrence). Les enjeux sont à la fois de sécurité et socio-économiques : les inondations coûtent cher à la collectivité, aux systèmes assurantiels et elles sont sources de pertes importantes de biens humains, matériels et communs. La GEMAPI vise à diminuer l'expression de ce risque dans l'espace (habité et cultivé) et dans le temps. Elle rend les territoires (Le « bloc communal » notamment) plus responsables et autonomes afin d'être aussi plus résilients face aux cycles inondations/sécheresse. 
Un autre enjeu de taille concerne la préservation de la qualité de l'eau et des écosystèmes aquatiques, et au-delà le maintien de tous les services que ces écosystèmes rendent à l'environnement et aux personnes (biodiversité, récréation, paysage..., dont celui de réguler les crues en amont des zones vulnérables). 
Aussi la compétence GEMAPI associe deux volets :
- le volet gestion des milieux aquatiques (GEMA) qui est circonscrit  à la restauration, protection et gestion du fonctionnement naturel et hydromorphologique des zones humides, milieux aquatiques et des cours d'eau, au profit du bon état écologique des milieux demandé par la directive cadre sur l'eau et d'une meilleure résilience écologique des milieux naturels dans chaque bassin versant;
- le volet prévention des inondations (PI) qui concerne autant l'aménagement du territoire et les documents d'urbanisme (limitation de l'imperméabilisation, aménagement de zones inondables...) que la gestion des ouvrages de protection. Le « bloc communal » a désormais en charge pour son territoire la gestion d'ouvrages de protection, des sédiments, des zones d’expansion des crues, des annexes hydrauliques et de leurs abords (végétation rivulaire, etc).

La solidarité territoriale autour du thème de la gestion partagée de l'eau est l'un des enjeux de cette loi.
- les pouvoirs de police du maire, de même que les droits et devoir des propriétaires riverains de l'eau restent les mêmes[3]
- « L’État continue d’élaborer des cartes de zones inondables, d’assurer la prévision et l’alerte des crues, d’élaborer les plans de prévention des risques, de contrôler l’application de la réglementation applicable en matière de sécurité des ouvrages hydrauliques, d’exercer la police de l’eau et enfin de soutenir, en situation de crise, les communes dont les moyens sont insuffisants »

## Missions de la GEMAPI (contenus et exemples)
La compétence GEMAPI comprend quatre grandes missions (obligatoires)  (parmi les douze missions composant la politique de l'eau qui est territorialement déclinée dans les SAGE) :
| Items (Cf. Art. L. 211-7) | Mission (intitulé) | Exemples |
| ------------------------- | --- | --- |
| 1°                        | Aménagement d’un bassin ou d'une fraction de bassins hydrographiques                                                              | Ces aménagements doivent contribuer à retenir, ralentir et infiltrer l'eau (ressuyage de crues) grâce notamment à la restauration de champs d'expansion de crues, reméandrage, faucardage (maintien des racines et rhizomes fixateurs, mais coupe des herbes ou roseaux risquant de colmater les fossés)... |
| 2°                        | Entretien et aménagement de cours d'eau, canaux, lacs ou autres plan d'eau (et de leurs accès)                                    | Plans de gestion Gestion restauratoire des berges (ripisylves notamment); Vidanges et entretien réguliers des ouvrages hydrauliques du plan d’eau, avec colmatage d'éventuelles fuites de digues) |
| 5°                        | Défense contre les inondations et contre la mer (pour les communes littorales ou infralittorales)                                 | Entretien, gestion et surveillance des ouvrages de protection existants contre les crues et les submersions marines ; Études et travaux neufs sur l’implantation de nouveaux ouvrages ; Définition et régularisation administrative des systèmes d’endiguement                                              |
| 8°                        | Protection et restauration des sites, des écosystèmes aquatiques et des zones humides ainsi que des formations boisées riveraines | Plan de gestion des milieux aquatiques, entretien ; Opération de renaturation, restauration de zones humides Continuité écologique (trame bleue, gestion du transport sédimentaire |

Concernant le volet « prévention des inondations », il s'agira donc notamment de :
1. freiner les écoulements à l'échelle d’un bassin hydrographique, par des moyens adéquats tels que retenues, zones d’expansion de crue, techniques douces d'hydraulique, reconnexion d'annexes hydrauliques latérales, ouvrages de rétention visant à ralentir l’écoulement des eaux. 
 Dans certains cas, il s'agira de permettre le déplacement des enjeux à protéger ;
2. exécuter les plans pluriannuels d'entretien et de restauration des cours d'eau, canaux et plans d’eau - à l'échelle des masses d’eau ; en visant la restauration d'un fonctionnement plus naturel et auto-entretenu du cycle de l'eau ;
3. protéger et restaurer l'intégrité écologique de la trame bleue, c'est-à-dire des réseaux de zones humides en raison des services hydrauliques qu'ils fournissent (rôle de stockage, d'infiltration, de soutien des étiages et de ralentissement des flux d'eau, frein à l'érosion, épuration des eaux, résilience pour la biodiversité, l'agriculture, la sylviculture face aux inondations et sécheresses...).

En lien avec les SDAGE et SAGE et en fonction d'enjeux et/ou aléas spécifiques à certains bassins, le périmètre de compétences de la GEMAPI peut aussi intégrer des missions complémentaires précisées par le Code de l’environnement  tels que :
- maîtriser le ruissellement et l'érosion ;
- animer et encourager la concertation dans les dispositifs de gestion des eaux

### Quelques cas d'applications dans les territoires
Concrètement, la mise en œuvre de la GEMAPI modifie la manière d’aborder les projets d’aménagement des cours d’eau notamment pour les bureaux d'étude qui doivent proposer des équipes aux compétences complémentaires (hydrobiologie, hydroécologie,  hydraulique, urbanisme, aménagement du paysage...)
Le cas de la restauration de la Brévenne dans le département du Rhône menée de 2017 à 2018  est un exemple concret d’intégration d’une opération de restauration écologique et de valorisation paysagère d’un cours d’eau et de ses abords dans un secteur urbain à fort enjeu inondation. Le projet s'est concrétisé par la création d’un « parc naturel en milieu alluvial » de neuf hectares, en amont du centre-ville de l’Arbresle (Rhône). Les travaux menés sur les digues de la Leysse dans la région de Chambéry (Savoie) de 2016 à 2017 est une seconde illustration de la façon dont on peut concilier les deux volets de la GEMAPI. Le projet a permis de sécuriser la digue de protection contre les crues, créer un espace de mobilité pour la rivière adaptée à son fonctionnement hydraulique, diversifier les habitats aquatiques et reconnecter les zones humides.

Exemple de restauration d'une berge de rivière utilisant des techniques de génie végétal.

La compétence GEMAPI encourage également les collectivités territoriales à mettre en œuvre des solutions innovantes pour concilier la prévention des inondations avec la gestion intégrée des milieux aquatiques. Les solutions fondées sur la nature, basée sur l’utilisation d’ouvrages de génie écologique et végétal, complémentaires à des ouvrages de génie civil, peuvent répondre aux enjeux croisés de prévention des inondations et de restauration des milieux.C'est dans ce contexte que le projet GEVéMAPI a été initié en 2017 en vue de réaliser un état de l'art de ce type d'ouvrages et de leur plus-value, en particulier en contexte torrentiel. Une expertise sera également menée sur des chantiers récents de génie végétal permettant de stabiliser des berges situés à proximité immédiate de digues de protection sans fragiliser le remblai ou les maçonneries de la digue.

## Coûts et moyens financiers
En 2014 les services de l’État ont évalué pour le Comité national de l'eau le coût du seul volet prévention des inondations (coût d’exploitation courant + provision pour renouveler les ouvrages de protection : plus de 300 millions d’euros par an). Il faut y ajouter le coût de gestion restauratoire des milieux aquatiques dont l'évaluation doit s'appuyer sur les missions d'appui technique de bassin (MATB) et les préfets coordonnateurs de bassin.
La GEMAPI peut s'appuyer sur des outils existants tels que :
- le fonds de prévention des risques naturels majeurs ;
- le programme d'actions de prévention des inondations (PAPI) ;
- une recette fiscale nouvelle dédiée à la GEMAPI (sans toutefois pouvoir financer les opérations de gestion des eaux pluviales). Créée par loi MAPTAM, elle est votée annuellement et plafonnée à 40 € par habitant et par an pour le territoire concerné. Le montant recouvré ne peut dépasser le montant annuel prévisionnel des charges de fonctionnement et d’investissement résultant de l’exercice de la compétence GEMAPI).

Elle doit être ventilée entre la taxe foncière sur les propriétés bâties et non bâties, la taxe d’habitation et la cotisation foncière des entreprises.
Sa mise en œuvre est facultative. Elle se substitue au mécanisme antérieur dit « redevance pour service rendu », lequel reste mobilisable si la taxe GEMAPI n’est pas mise en œuvre. Au 1er janvier 2020, les conseils départementaux et les régions intervenant en matière de GEMAPI ne pourront plus directement intervenir ni juridiquement ni financièrement dans ce champ, mais ils pourront encore financer des opérations sous maitrise d’ouvrage communale (ou de groupements de communes) et accompagner la GEMAPI en vertu de leur compétence d’appui au développement des territoires ruraux pour les départements (article L. 3232-1 du CGCT), ou d’aménagement durable des territoires pour les régions (article L. 4221-1 du CGCT) ; selon l’article L. 211-7 du code de l'environnement « lorsque l’état des eaux de surface ou des eaux souterraines présente des enjeux sanitaires et environnementaux justifiant une gestion coordonnée des différents sous-bassins hydrographiques de la région, le conseil régional peut se voir attribuer tout ou partie des missions d’animation et de concertation dans le domaine de la gestion et de la protection de la ressource en eau et des milieux aquatiques » ;
- d’autres ressources nationales (subventions) ou européennes (fonds d’aide).

## Structures responsables, et niveaux opérationnels
- Les établissements publics de coopération intercommunale : ils sont compétents pour la gestion des milieux aquatiques et pour la prévention des inondations ; ils favorisent une bonne articulation entre l'aménagement du territoire, la gestion des milieux aquatiques et la prévention des inondations aux échelles locales. 
Ils choisissent d'exercer ou non en interne (à leur niveau) la compétence GEMAPI ou au contraire de la confier (par transfert de compétence ou délégation de compétence qui est une forme conventionnelle) à une ou plusieurs structures spécialisées :
  - soit un syndicat mixte fermé ou ouvert non reconnu EPAGE ou EPTB qui exercera alors tout ou partie de la compétence GEMAPI à l’échelle d'un bassin versant ;
  - soit un établissement public d'aménagement et de gestion des eaux (EPAGE créé par l’article L.213-12 du code de l'environnement crée les EPAGE ; syndicats mixtes de maîtrise d'ouvrage exerçant l’ensemble des missions GEMAPI, et éventuellement des compétences optionnelles). Leur échelle est une unité hydrographique entière (d'un seul tenant et dénuée de toute enclave) ;
  - soit un établissement public territorial de bassin (EPTB refondé par l'article L.213-12 du code de l'environnement en tant que syndicat mixte coordonnant les actions GEMAPI à échelle d'un grand bassin versant et chargé de l'animation territoriale de la gestion de l'eau d'un bassin versant. À la différence de l'EPAGE, un EPTB peut avoir compétence sur tout un bassin sans que la totalité des collectivités adhèrent à cet EPTB.

Autour des SAGEs et SDAGE, la planification et la gouvernance du domaine de l’eau, tant pour la gestion des milieux aquatiques que pour la prévention des inondations se réorganise donc partenarialement en France. À la suite des délégations et transferts de la compétence GEMAPI, cette gouvernance sera souvent portée par un EPAGE ou un EPTB, structures qui seront alors qualifiées d'« autorités locales compétentes pour la prévention des inondations ». Les critères de leur délimitation ont été précisés en 2015. Le code de l'environnement a aussi été modifié pour faciliter la reprise en gestion par les nouvelles Autorités locales compétentes en matière de prévention des inondations des digues et autres ouvrages existants utiles à l’exercice de la compétence GEMAPI ; 
- l'article L.566-12-1-I cadre la mise à disposition des autorités locales compétentes en matière de prévention des inondations, des anciennes digues de droit public (quel qu’en ait été le maître d’ouvrage initial) ;
- l'article L.566-12-1-II étend ce principe de mise à disposition aux ouvrages et infrastructures (appartenant à des personnes morales de droit public), dont les caractéristiques et la localisation font qu’ils peuvent contribuer utilement à la prévention des inondations. Un remblai ferroviaire pourra par exemple dorénavant être intégré dans un système d’endiguement sous la responsabilité de l’autorité locale compétente pour la prévention des inondations, moyennant éventuellement des adaptations que cette autorité aura réalisées en coordination avec le propriétaire premier de l’infrastructure. L’accord du propriétaire de l’infrastructure pour intégrer son ouvrage dans un système d'endiguement est requis ;
- l'article L.566-12-2 permet à l'autorité locale compétente pour la prévention des inondations d’instaurer des servitudes d'utilité publique sur les terrains d'assiette de digues privées afin que la collectivité puisse les utiliser dans le cadre du système d’endiguement qu’elle aura définie. 
La gestion des digues existantes sera ainsi reprise (quel qu’en ait été le maître d’ouvrage antérieur) par les autorités compétentes en matière de prévention des inondations, si ces derniers choisissent de les intégrer dans le système d’endiguement à (re)définir.
- Le maire conserve dans sa commune son pouvoir de police générale, mais la GEMAPI repose sur une responsabilité nouvelle supracommunale (art. L. 562-8-1 du Code de l’environnement) : un nouveau gestionnaire est désigné par les présidents d’EPCI.
- Enfin la GEMAPI ne supprime pas les obligations des riverains quant à leurs obligations d'entretien.

## Le cas particulier de la gestion des grands fleuves
La GEMAPI doit viser à limiter à restaurer et préserver leurs écosystèmes fragiles tout en assurant au mieux la sécurité des citoyens, nombreux à habiter dans des zones urbanisées en zone inondable ou potentiellement inondable. Or certains fleuves traversent plusieurs régions (Loire par exemple) ou sont transnationaux (Escaut par exemple). 
Depuis quelques décennies des « plans grands fleuves »  notamment financés par des contrats de projets interrégionaux État-régions (CPIER) pour la Seine, le Rhône, la Garonne et la Meuse. Le plus avancé est le « plan Loire grandeur nature » opérationnel depuis 1994. Pour l'Escaut et la Meuse une gouvernance internationale s'exerce déjà via la Commission internationale de l'Escaut (CIE) et la Commission internationale de la Meuse (CIM).

## Le cas particulier du risque de submersion marine
C'est un risque notamment envisagé par un rapport du CEPRI « Les collectivités territoriales face aux risques littoraux » (2016). Ce risque grandit avec la montée de la mer, il devrait d'abord se manifester par des inondations épisodiques et temporaires du littoral et des zones basses de l'arrière pays à la suite d'un débordement des ouvrages de protection (en cas de surcote, de petit tsunami...) ; d’une rupture ou destruction d’un élément protecteur (naturel comme un cordon dunaire ou artificiel comme une écluse ou un ouvrage de protection) ; de franchissements par paquets vagues, avec localement possible avancée du biseau salé dans le sous-sols. Il peut se combiner en hiver au risque d'inondation terrestre quand le haut niveau de la mer ne permet plus de chasser vers l'océan les crues dues aux pluies.
Concernant les zones exposées aux inondations de surcotes, et à la montée de la mer, une Stratégie nationale de gestion intégrée du trait de côte a été créé en 2012, à la suite des dégâts de la tempête Xynthia de 2010 (et suivie d’un appel à projets 2013-2015). Cette stratégie doit contribuer « aux objectifs d’adaptation du Plan climat » de la France. Elle incite pour la première fois à un recul stratégique (relocalisation) des activités et des biens menacés quand il est impossible ou trop couteux de les protéger contre la mer et les tempêtes littorales. Elle est pilotée par un « comité de suivi » présidé en 2018 par Stéphane Buchou (député LREM de Vendée).
Il est question en France, dont dans un projet de loi en préparation depuis 2016 de permettre à des collectivités et entreprises - « Sur proposition de la collectivité territoriale concernée ou du groupement de collectivités concerné, lorsque la stratégie locale de gestion intégrée du trait de côte définie à l'article L. 321-15 le prévoit » - de créer des « zones d'activité résiliente et temporaire » (ZART où des constructions, aménagements ou exploitations auraient pu être implantés, déplacés ou utilisés en fonction du risque de recul du trait de côte et peut-on supposer de submersion marine épisodique), ce qui est en contradiction avec la loi Littoral qui protège la plus grande partie du trait de côte et du littoral de nouvelles constructions, hors « dents creuses ». Le projet de loi gelé en 2017 était supposé redémarrer début 2018.

### Éléments du cadre réglementaire
- Loi de décentralisation n° 2014-58 du 27 janvier 2014 (Loi MAPTAM)
- Loi de décentralisation n° 2015-991 du 7 août 2015 (Loi NOTRe)
- Loi relative à l'exercice des compétences des collectivités territoriales dans le domaine de la gestion des milieux aquatiques et de la prévention des inondations n°2017-1838 (loi dite « Fesneau »)
- Décret n° 2015-1038 du 20 août 2015 relatif aux EPTB et aux EPAGE
- Décret n° 2015-526 du 12 mai 2015
- Dispositions du décret du 12 mai 2015 et comparaison avec le droit antérieur (format pdf - 233.9 ko - 10/05/2016)

### Guides
- Agence de l’Eau Adour-Garonne 2017 La GEMAPI : guide pratique pour organiser la nouvelle gouvernance (guide destiné aux EPCI et syndicats de rivière, avec fiches sur les grandes problématiques de la GEMAPI (enjeux, acteurs, financement…) et listes d'outils de mise en œuvre.
- Caisse des dépôts (2017) La compétence « GEMAPI » (guide technique et juridique pour les élus, précisant les contours de la GEMAPI, la cartographie des acteurs, les délégation et transfert de compétences, responsabilités, ressources techniques et financières.
- CEREMA (2018) Guide GEMAPI 2018 ; Introduction à la prise de compétence « Gestion des milieux aquatiques et prévention des inondations »
- Joel Graindorge & Eric Landot (2018) Mettre en œuvre la GEMAPI (Avril 2018, éditions Territorial)

### Films
- Une nouvelle gestion des rivières arrive à l'heure de la GEMAPI, 2015 Agence de l'eau Rhône Méditerranée Corse et DREAL Rhône Alpes
- Le génie écologique et végétal en soutien à la prévention des inondations, 2018, Irstea